# Нистру (цинут)
Нистру — один из десяти цинутов Румынии в 1938—1940 гг. В него входила большая часть Бессарабии. Название происходит от реки Днестр. Столица — Кишинёв.

## Герб
Герб был разделён вертикально на две части. Справа были четыре полосы (2 красных, 2 белых). Это изображало четыре жудеца, входивших в состав цинута Нистру. Слева на красном фоне был замок, а снизу волнующаяся вода. Замок олицетворял Белгород-Днестровскую крепость, а вода Днестр или Чёрное море.

## Состав
В состав цинута Нистру входило четыре жудеца:
- Аккерман
- Бендеры
- Лэпушна
- Орхей